# AIM-120 암람

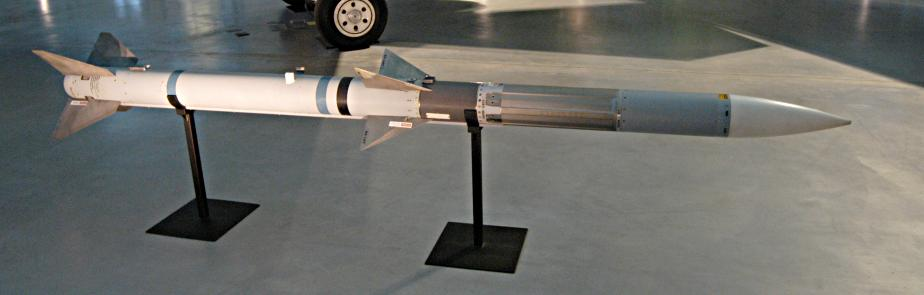
AIM-120 AMRAAM의 모습.

AIM-120 암람(영어: AIM-120 Advanced Medium-Range Air-to-Air Missile, AMRAAM)은 조종사들 사이에서 "슬래머"로 알려져 있는 현대식 공대공 미사일이다. 전천후(all-weather)와 비가시거리(BVR) 공격능력을 가지고 있다. 1982년에 개발하였고 시험 후 1991년에 배치되었다.

## 유도체계 개관
미국의 암람을 시작으로, 러시아, 중국, 유럽연합, 인도, 대만, 일본, 이스라엘 등이 동일한 미사일을 독자적으로 개발했거나 하고 있다. 이 미사일 유도방식의 특징은 전투기의 레이다가 없어도 미사일의 장착과 발사가 가능하다는 것이다. 한국이 보유한 E-737 AESA 조기경보기, 지상 AESA 그린파인 레이다, 구축함의 이지스 AESA 레이더로 중간유도가 가능하며, 미사일에 내장된 소형 레이다인 액티브 레이다 종말 유도로 공중 목표물을 요격한다. 따라서 레이다가 없는 헬기나 지상 트럭에서도 발사할 수 있다. 다만, 레이다와 미사일이 데이터링크 무선 송수신 규격이 맞아야 지령유도가 가능하다.
중거리와 장거리 대공 미사일은 보통 이런 유도방식을 사용한다. 무게 200kg 사거리 100km 정도인 암람급 미사일 이외에도, 무게 500kg 사거리 400km인 AA-9 아모스, 무게 1500kg인 SM-6 등 다양한 중장거리 대공 미사일이 이러한 초기 관성항법 중간 데이터링크 지령유도 종말 액티브 레이다 유도 방식을 채택하고 있다.
대한민국은 최근 KM-SAM 사업으로 무게 300kg 사거리 50km인 동일한 유도방식의 지대공 미사일을 개발하는 데 성공했다. F-15K KF-16에 장착해 시험발사한 적은 없으나, 지대공은 공대공의 1/2 사거리가 보통이므로 공대공으로 발사하면 100km 이상 사거리를 갖추었다고 추정한다. E-737, 그린파인 레이다, 이지스 레이다와 모두 데이터링크가 호환이 되는지는 확인된 바 없다.
이러한 액티브 레이다 유도의 중장거리 대공미사일은, 전투기처럼 기수에 자체 레이다를 장착한 것으로서, 초음속으로 비행하는 무인전투기가 적기에 대해 자살공격을 하는 방식으로 이해하면, 이해가 쉽다. 어뢰도 이러한 능동유도를 자주 사용한다. 이러한 자살공격식 유도방식은 무인전투기가 지상 목표물에 자살공격하는 방식인 순항미사일과 비슷한 원리이다. 따라서, 이론적으로는 어떠한 장거리의 공중 목표물도 공격할 수 있으며, "조기경보기 킬러 미사일"로 불리는 사거리 400km인 AA-9 아모스, AA-13 애로우도 액티브 레이다 유도를 사용한다. 중국이 최근 비슷한 사거리의 PL-21을 개발중이다.
따라서, 레이다가 없는 트럭에서도 발사할 수 있는 유도방식이기 때문에, 최초의 국산 전투기 FA-50에는 암람 장착을 하지 못한다는 견해는, 액티브 레이다 유도를 정확하게 이해하지 못한데서 나오는 주장이다.

### 발사모드
3가지 모드로 발사될 수 있다. 전통적인 LOBL 모드에서만 전투기의 레이다가 필요하기 때문에, 헬기 등 레이다가 없는 항공기나 지상에서는 나머지 2가지 모드로만 사용할 수 있다.
- LOBL : 발사전락온모드. 발사 전 전투기의 레이다로 락온을 하여 지령유도 방식으로 발사한다. 전투기의 레이다가 필요하다.
- LOAL : 발사후락온모드. 목표물을 락온하지 않고 임의의 지점으로 발사한 후, 미사일의 데이터링크를 통해 중간유도(지령유도)하고, 종말유도에서 미사일 내장 액티브 레이다를 켠다. 전투기의 레이다가 필요없다. 이스라엘 더비 미사일이 LOAL로 유명한데, 더비의 경우, 전투기 레이다가 필요없이 조기경보기 레이다로 직접 미사일을 중간유도할 수 있다.
- 파이어앤포겟 모드 : 발사 전 미사일 내장 액티브 레이다를 켜서 락온하여 발사한다. 전투기의 레이다가 필요없다.

### 종말유도와 충돌
미사일이 스스로 유도하는 거리에 가까워지면, 액티브 레이다 시커를 작동시켜서 목표물을 찾는다. 만약 목표물이 그 거리안에 있거나 예상지점보다 가까이 있으면, 미사일은 목표물을 찾아서 스스로 유도되기 시작한다. 만약 미사일이 단거리용으로 발사되면, (대체로, 가시거리) 발사되자 마자 액티브 시커를 작동시킨다.

## 파생형 및 업그레이드 버전
AIM-120은 1984년부터 개발이 시작되어 총 89발이 시험발사 되었으며, 이 중 80%가 명중하는 높은 완성도를 보였다. 1991년 9월 AIM-7 스패로우의 후속 무장으로 120발이 처음으로 미 공군에서 실전배치되었고 이후 곧이어 대한민국 공군에서도 운용되기 시작했다.
암람이라는 이름은 "차세대 중거리 공대공 미사일(Advanced Medium-Range Air-to-Air Missile, AMRAAM)"의 머릿글자에서 따온 것이다. 개발 및 제조사는 원래 휴즈 항공이었으나 1997년 레이시온이 휴즈 항공을 인수했다. 1997년부터는 레이시온에서 생산 중이다.
사거리는 50 ~ 80km(AIM120A/B), 105km(AIM120C-5), 120km(AIM120C-7), 180km(AIM120D)이다. 특히 사거리가 늘어나게 된 영향으로 탄두의 개량이 있었다. 초기의 탄두의 경우 무게가 23kg(AIM120A/B,WDU-33/B 폭풍-파편형)이었으나 이후 18kg(AIM120C-5,WDU-41/B 폭풍-파편형)으로 개선되었다.

### 지상 발사 체계
레이시온은 험비차량에 다섯 발의 암람 미사일을 탑재, 시험발사하는데 성공했다. 이 시스템은 험람(HUMRAAM)으로 알려질 것이다. (험비와 암람의 합성어) 하지만 험람의 계획은 폐기되어서 사실상 취소가 되었다.
그러나 Norwegian Advanced Surface to Air Missile System에 의해 트럭에 탑재해 지상에서 발사되는 대공무기체계가 개발이 되면서 AIM-120 암람을 지상에서 대공 방어체계로 사용하고 있다. 다만 지상발사 기준으로 항공기에서 공대공으로 사용되는 사거리보다 많이 줄어서 15~30km 수준으로 추정된다. 자세한 것은 NASAMS 영문 위키백과 참고

## 운용 국가
- 독일: F-4, 유로파이터 타이푼
- 노르웨이: F-16 A/B 및 NASAMS
- 영국: 파나비어 토네이도, 유로파이터 타이푼 (영국 공군), 시해리어
- 미국
  - 미국 해병대 : AV-8B 해리어 II, F/A-18A/C/D, F-35B/C
  - 미국 해군 : F/A-18C/D, F/A-18E/F, F-35C
  - 미국 공군 : F-15C/D/E, F-16/F-16 C/D, F-22, F-35A
- 오스트레일리아: F/A-18A
- 바레인: F-16C/D
- 싱가포르: F-16C/D, F-5S/T(F-5를 싱가포르군 사양으로 개량)
- 스웨덴: JAS 39 그리펜
- 대한민국: F-16 PBU(F-16C/D Block 32 개량), KF-16(F-16C/D Block 52 면허생산), F-15K, F-35A
- 일본: F-35A

## 제원
- 기능: 중거리, 공대공 미사일
- 계약자: 휴즈/레이시온
- 가격:
  - $386,000 (2003)
  - $299,000 (price for Lot 12 contract in April 1998)
  - 1998년 이전 가격 : Lot 11 was $340,000 each
- 실전배치: 1991년 September
- 엔진: High performance, directed rocket motor
- 발사중량: 335 lb (152 kg)
- 길이: 12 ft (3.66 m)
- 직경: 7 in (178 mm)
- 날개폭: 20.7 in (526 mm) (AIM-120A/B)
- 속도: 초음속
- 사정거리:
  - 75 km (45 mi)
  - AIM-120C-5 : 105 km (57 mi)
  - AIM-120D : 180km (97 mi) 이상
- 탄두: Blast Fragmentation; high explosive
- 유도방식: INS, 액티브 레이다
- 발사 플랫폼: 비행기, 지상발사

## 같이 보기
- 미사일 목록
- AIM-9 사이드와인더
- AIM-7 스패로우
- 빔펠 R-77